# Orfeó Vilanoví
L'Orfeó Vilanoví és un edifici del municipi de Vilanova i la Geltrú (Garraf) protegit com a bé cultural d'interès local.

## Descripció
Edifici entre mitgeres de planta baixa i un pis. A l'interior hi ha l'escenari, incorporat a través de l'edifici contigu. La coberta és plana al cos de l'escenari i a dues vessants a la resta. La façana presenta a la planta baixa una porta, centrada, d'arc de mig punt, i dues finestres rectangulars. Al pis principal hi ha tres obertures amb una sola barana. El balcó central és d'arc carpanell i els dels costats són allindanats i decorats amb motllures florals i figuratives. A la part superior de la façana hi ha, centrats, l'escut de Vilanova i la Geltrú i un esgrafiat amb el rètol de l'entitat.

## Història
La construcció de l'Orfeó Vilanoví fou una iniciativa de Josep Ferrer-Vidal i Soler, primer marquès de Ferrer-Vidal i home de gran cultura. La seva afició per la música va impulsar-lo a protegir les activitats en aquest camp i a fer construir un edifici on poguessin desenvolupar-se en una de les seves propietats situada al nucli antic de Vilanova i la Geltrú. La sol·licitud del permís d'obres es presentà el 1909, segons projecte del mestre d'obres Gaietà Miret, que realitzà l'obra amb un criteri funcional, d'adaptació tipològica a la condició de seu d'activitats culturals i recreatives, i decoratiu, d'aplicació dels elements del llenguatge modernista. L'orfeó, malgrat els canvis d'utilització que ha experimentat amb el pas del temps, ha mantingut el seu caràcter de servei col·lectiu fins a l'actualitat.